# Zygmunt Puławski
Zygmunt Puławski (ur. 24 października 1901 w Lublinie, zm. 21 marca 1931 w Warszawie) – polski pilot i inżynier, konstruktor lotniczy, twórca serii polskich myśliwców. Opracował nowe rozwiązania w lotnictwie, m.in. podwozie nożycowe oraz oryginalny układ skrzydeł nazwany płatem Puławskiego lub płatem polskim.

## Życiorys
Syn Wojciecha (robotnika w fabryce maszyn rolniczych) i Kazimiery z Szumiłłów, miał trójkę rodzeństwa. Ukończył Szkołę Handlową Męską im. A. i J. Vetterów w Lublinie jako jeden z najlepszych uczniów. W trakcie nauki zarabiał udzielając korepetycji. W 1920 roku zdał maturę i latem, podczas wojny polsko-radzieckiej, zgłosił się ochotniczo do batalionu harcerskiego.
Jesienią 1920 roku rozpoczął studia na Wydziale Mechanicznym Politechniki Warszawskiej, gdzie działał w Sekcji Lotniczej Koła Mechaników Studentów PW, konstruując szybowce. Pierwszą jego konstrukcją był szybowiec SL-3, który wziął udział w II Wszechpolskim Konkursie Szybowców na Oksywiu w Gdyni. Na studiach odznaczył się pracowitością, dokładnością i wiedzą techniczną. Opracowany przez niego projekt samolotu w 1924 roku uzyskał nagrodę w konkursie Ministerstwa Spraw Wojskowych. Politechnikę ukończył w 1925 roku, po czym odbył praktykę w zakładach Breguet we Francji.
Po powrocie do Polski odbył służbę wojskową w lotnictwie, kończąc Szkołę Podchorążych Rezerwy Lotnictwa w Poznaniu a następnie Szkołę Pilotów w Bydgoszczy, jednak nigdy nie był dobrym pilotem. Od roku 1927 pracował jako główny konstruktor w Centralnych Warsztatach Lotniczych w Warszawie, przekształconych następnie w PZL. W tym czasie nowy rząd zdecydował o prowadzeniu prac konstrukcyjnych nad własnymi samolotami metalowymi, zamiast realizowania zakupów w zakładach francuskich. Puławski był również aktywnym członkiem Aeroklubu Warszawskiego.
Na zlecenie polskich władz wojskowych skonstruował nowoczesny samolot myśliwski PZL P.1 – metalowy górnopłat z silnikiem rzędowym chłodzonym cieczą, w którym zastosował skrzydło pocienione przy kadłubie i załamane w formie skrzydła mewy, pozwalające na bardzo dobrą widoczność z miejsca pilota, lżejsze i wytrzymalsze, a nazwane później „polskim płatem” lub płatem Puławskiego. Drugim nowatorskim rozwiązaniem było zastosowanie tzw. podwozia nożycowego, w którym amortyzatory były ukryte w kadłubie, co pozwalało na zmniejszenie oporu aerodynamicznego. Był to zarazem pierwszy samolot wyprodukowany przez nowo powstałe zakłady PZL i jeden z pierwszych całkowicie metalowych samolotów myśliwskich na świecie.
Prototyp, oblatany w 1929 roku, wzbudził duże zainteresowanie na świecie. Nie wszedł on jednak do produkcji, na korzyść kolejnych modeli myśliwców Puławskiego, tym razem dostosowanych do silnika gwiazdowego. Rozwinięciem P.1 stał się PZL P.6, oblatany w 1930 roku i demonstrowany z sukcesami m.in. we Francji oraz USA, gdzie odniósł zwycięstwo w zawodach lotniczych. Część międzynarodowej prasy lotniczej uznała go za najlepszy w tym czasie myśliwiec na świecie. Jego ulepszona wersja PZL P.7 została wyprodukowana w liczbie 150 sztuk dla polskiego lotnictwa wojskowego. Na przełomie 1930 i 1931 Puławski zaprojektował kolejny z linii swoich myśliwców (PZL P.8), powracając do preferowanego przez siebie silnika rzędowego. Mimo bardzo dobrych osiągów, nie wszedł on do produkcji, gdyż polskie władze lotnicze wybrały dla myśliwców silniki gwiazdowe. Jeszcze w 1930 roku zlecono Puławskiemu dalsze rozwinięcie P.6 z silnikiem większej mocy. Rozpoczął on wówczas prace nad samolotem PZL P.11.

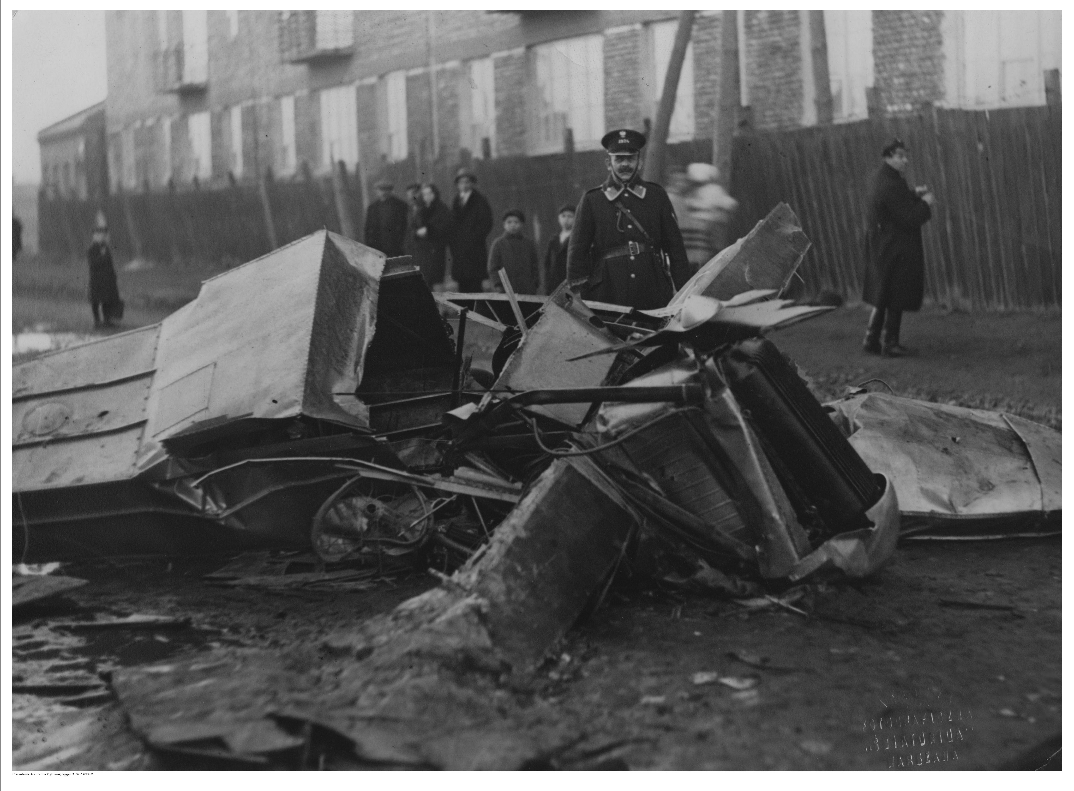
Wrak samolotu pilotowanego przez Zygmunta Puławskiego, który runął u zbiegu ulic Sękocińskiej i Kaliskiej w warszawskiej dzielnicy Ochota

Zmarł śmiercią tragiczną 21 marca 1931 roku w katastrofie samolotu amfibii PZL.12 własnej konstrukcji, który był projektem prywatnym, wykonywanym w czasie wolnym. Pilotowany przez Puławskiego samolot podczas lotu doświadczalnego, na który nie miał zgody dyrekcji PZL, wykonując zakręt przy porywistym wietrze, runął na ulicę w warszawskiej dzielnicy Ochota (u zbiegu ulic Sękocińskiej i Kaliskiej). Wraz z jego śmiercią, Polska straciła jednego z najbardziej utalentowanych konstruktorów lotniczych.
Po śmierci Puławskiego projekt PZL P.11 został ukończony i zmodyfikowany przez Wsiewołoda Jakimiuka, stając się polskim podstawowym myśliwcem drugiej połowy lat 30., lecz nie doczekał się nowszych następców. Na bazie serii myśliwców Puławskiego opracowano także eksportowy model PZL P.24, o takim samym układzie konstrukcyjnym i lepszych osiągach.

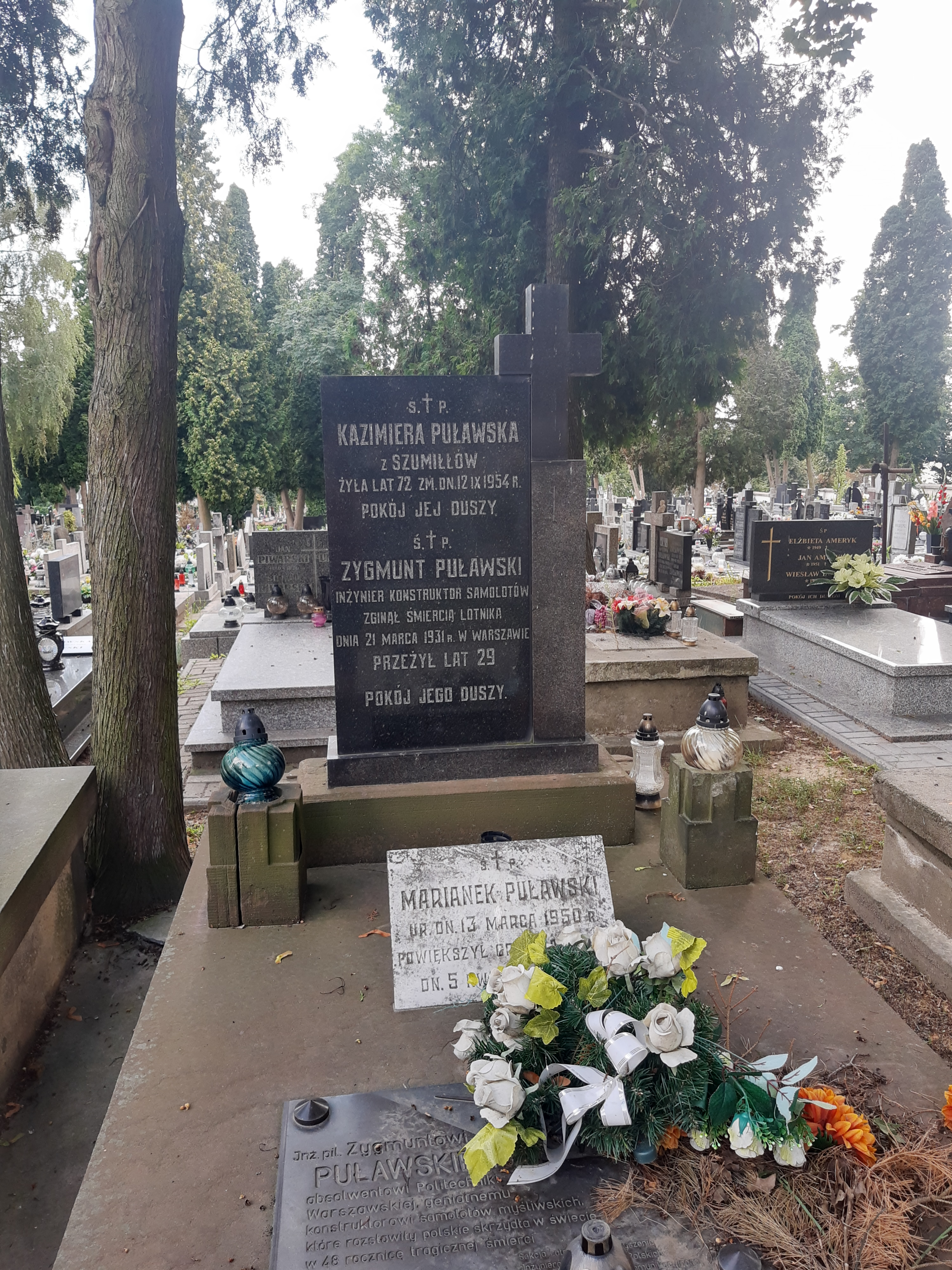
Grób Zygmunta Puławskiego na cmentarzu przy ulicy Lipowej

## Dalszy los konstrukcji Puławskiego
Litera P w konstrukcjach Państwowych Zakładów Lotniczych była początkowo rezerwowana wyłącznie dla inżyniera Puławskiego lub też wiązana była z samolotami „pościgowymi” (myśliwskimi) (według różnych źródeł). Bardziej prawdopodobne wydaje się jednak, że litera P oznaczała nazwisko konstruktora. Po wojnie podobnie oznaczano samoloty prof. inż. Tadeusza Sołtyka od jego inicjałów literami TS.

## Konstrukcje Zygmunta Puławskiego

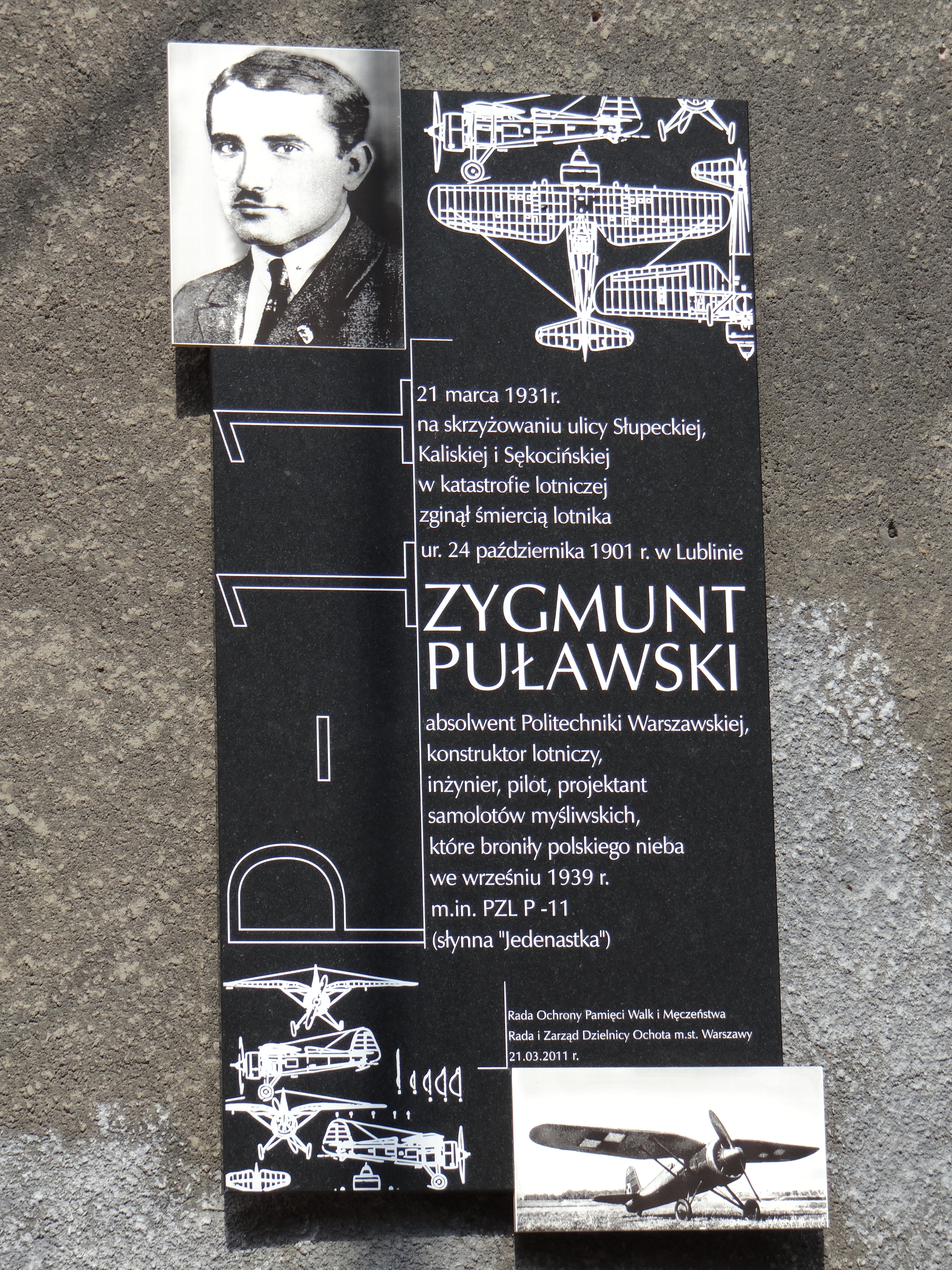
Tablica przy ul. Kaliskiej 16 w Warszawie upamiętniająca katastrofę PZL.12, w której zginął Zygmunt Puławski.

| PZL P.1  | prototyp myśliwca, 1-silnikowy górnopłat, 1929/- |
| PZL P.2  | projekt myśliwca, 1-silnikowy górnopłat, 1930/-  |
| PZL P.6  | prototyp myśliwca, 1-silnikowy górnopłat, 1930/- |
| PZL P.7  | myśliwiec, 1-silnikowy górnopłat, 1930/1932      |
| PZL P.8  | prototyp myśliwca, 1-silnikowy górnopłat, 1931/- |
| PZL P.9  | projekt myśliwca, 1-silnikowy górnopłat, 1931/-  |
| PZL P.10 | projekt myśliwca, 1-silnikowy górnopłat, 1929/-  |
| PZL P.11 | myśliwiec, 1-silnikowy górnopłat, 1931/1934      |
| PZL.12   | samolot-amfibia, 1-silnikowy górnopłat, 1931     |

## Ordery i odznaczenia
- Złoty Krzyż Zasługi (pośmiertnie, 18 marca 1932)[6]